# معدن زغال‌سنگ همکار
معدن زغال‌سنگ همکار شهرستان کوهبنان یکی از معادن بخش مرکزی شهرستان کوهبنان استان کرمان است که در ۲۰ کیلومتری جنوب شرقی شهرستان کوهبنان قرار گرفته است و فاصلهٔ آن تا مرکز استان کرمان ۱۹۳ کیلومتر است.

## مشخصات
مساحت تقریبی معدن زغال‌سنگ همکار کوهبنان ۴٫۵ کیلومتر مربع است. عملیات اکتشاف این معدن از ۱۳۵۰ تا ۱۳۵۶ ه‍.ش انجام شده و در سال ۱۳۶۳ نیز به بهره‌برداری رسیده است. ذخیرهٔ زمین‌شناسی آن قریب به ۳۱٫۶ میلیون تن زغال کک شو و لایه‌های زغال قابل کار آن در دو زون جداگانهٔ D و E با ضخامت حداکثر ۳٫۳۵ متر قرار دارد. روش استخراج در این معدن در شیب‌های تا ۵۰ درجه به‌صورت پلکانی معکوس و در شیب‌های بیش از ۵۰ درجه به‌صورت گزنگی است.
با بهره‌برداری از معدن جدید زغال‌سنگ همکار کوهبنان در شهریور ۱۳۸۷، ظرفیت تولید این معدن به ۳۰۰ هزار تن در سال افزایش یافت. ذخیرهٔ قابل استحصال این معدن، ۳۵ میلیون تن است.

## حوادث
- به‌دلیل زلزلهٔ ۵٫۲ ریشتری کوهبنان، بنا به احتیاط، معادن زیرزمینی کوهبنان و معدن همکار کوهبنان که در مسیر زلزله بود، یک روز تعطیل شدند.[۵]
- در ۲۸ اردیبهشت ۱۴۰۴ بر اثر ریزش تونل، ۲ کارگر معدن مجروح شدند.[۶][۷]